# Mosen (Thüringen)
Mosen is een dorp in de gemeente Wünschendorf/Elster, district Greiz in de Duitse deelstaat Thüringen. Het dorp ligt ten zuiden van Gera. De eerste schriftelijke vermelding van het dorp is van het jaar 1225. Sinds 1995 is het een onderdeel van de gemeente Wünschendorf/Elster.

## Externe link

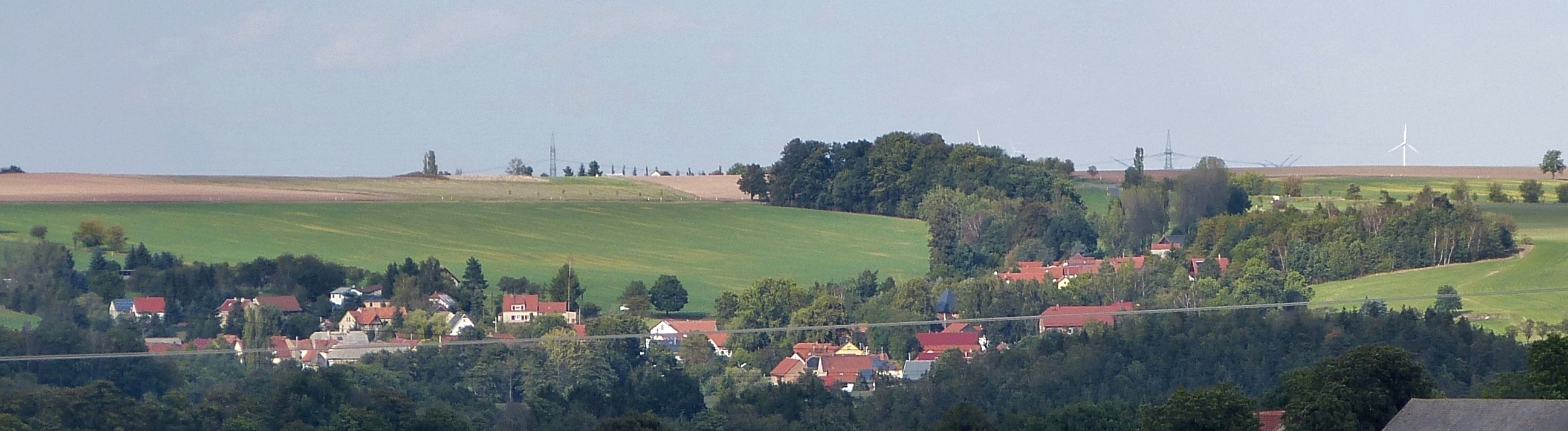
Mosen